# Achryson pictum
Achryson pictum là một loài bọ cánh cứng trong họ Cerambycidae.